# Можливості Кіммерії
Можливості Кіммерії — українське видавництво в Миколаєві, що діяло у 1991—2014 роках.

## Історія
Засновником видавництва був миколаївський громадський діяч та меценат Валерій Карнаух. Він же очолював підприємство від дня заснування до смерті у 2014. Починаючи з 1995 року видавництво друкувало енциклопедичну, довідкову, краєзнавчу літературу, прозу та поезії миколаївських митців. Серед іншого видавництво випускало публіцистисний і літературно-художній журнал «Николаев» (2000—2001) накладом 1500 примірників, а також альманахи «Письмена» (1995), «Бузький гард» (1996). 1999-го, у 210-ту річницю заснування Миколаєва був виданий енциклопедичний словник «Николаевцы 1789—1999», в якому представлено відомості про життя й діяльність понад 2000 осіб, які народилися й жили або живуть в Миколаєві та залишили помітний слід в історії міста від року заснування (1789) до 1999-го. Видання містить 1500 портретів та ілюстрацій. Спільно з київським Інститутом археології НАН України, фахівцями миколаївських вишів, музейними працівниками видані книги «Історія Миколаєва» (2000), «Козацькі поселення на Миколаївщини: історія та легенди» (2001), «История Николаева: от основания до наших дней» Юрія Крючкова (2000), «Архитектура старого Николаева» Наталії Кухар-Онишко (2001), науково-популярне видання «Николаевские достопримечательности» (2010). У рамках серії «Страницы истории отечества» і «Николаевская библиотека» вули видані колективна монографія «Скифия: история, хозяйство, быт, религия, искусство, военное дело» (2004), книга «Ольвия. Жизнь и смерть цивилизаций» Сергія Рослякова (2003) та «Путешествие в трипольский мир» Михайла Відейка (2005), альманах «Золота арфа: творчість молодих митців Миколаївщини» (2001) і поетична антологія «Миколаївський оберіг» (2004; 2007).
За часи діяльності видавництво надрукувало понад 200 назв книжкових видань українською та російською мовами. Автори, книги яких друкувалися у видавництві, неодноразово відзначені нагородами, зокрема Еміль Январьов отримав всеукраїнську літературну премію імені Миколи Ушакова за поетичну збірку «Документ» (1997), Володимир Пучков — премію «Планета поета» імені Леоніда Вишеславського за збірку «На стыке моря и лимана» (2008), а Дмитро Кремінь за збірку поезій «Пектораль» (1997) був удостоєний Державної премії України імені Тараса Шевченка.
Книги видавництва відрізнялися науковою цінністю, якісним поліграфічним виконанням. Видавництво було багаторазовим учасником регіональних виставок, книжкових ярмарок, що проходили у Києві та Львові.
Видавництво «Можливості Кіммерії» припинило діяльність у 2014 після смерті засновника і керівника Валерія Карнауха.

## Відомі працівники
- Валерій Карнаух — директор видавництва, громадський діяч, меценат.
- У видавництві розпочав свою трудову діяльність мер Миколаєва Олександр Сєнкевич, який працював там дизайнером-верстальником у 2001—2002 роках[4].